# Pedro de Valdés (autor)
Pedro de Valdés (1568-¿1640?, Córdoba) fue un conocido autor de comedias (director de compañía) español para quien Lope de Vega escribió varias obras entre finales de 1610 y 1615.
Estuvo casado con la actriz Jerónima de Burgos, con quien trabajaba en la compañía de Alonso de Cisneros de 1594 a 1595, la de Jerónimo Velázquez (de 1595 a 1596) y en la de Nicolás de los Ríos (de 1602 a 1603 y, posiblemente, de 1605 a 1606). En 1603 establece una compañía con el autor de título Antonio Granados en Toledo.
Aunque su relación personal con Lope de Vega se remonta al menos a 1607, año en que Jerónima fue madrina en el bautizo de Félix Lope, el hijo de Lope con Micaela de Luján, Valdés estuvo estrechamente relacionado, profesionalmente, con el dramaturgo entre finales de 1610 y 1615. Las obras estrenadas por Valdés incluyen La dama boba, del 30 de octubre de 1613 al 14 de febrero de 1614, y 
Mujeres y criados (hacia 1613-4).
Más tarde, en 1626, Valdés formaría compañía con Lorenzo Hurtado de la Cámara.
En 2014, Alejandro García-Reidy anunció el descubrimiento, en la Biblioteca Nacional, de un manuscrito realizado por Valdés en 1631, de la comedia perdida de Lope, Mujeres y criados.